# 村田好夫
村田 好夫（むらた よしお、1946年1月20日 - ）は、朝日放送の元アナウンサーでフリーアナウンサー。

## 来歴・人物
鹿児島県名瀬町（現：奄美市）出身。鹿児島県立加治木高等学校を経て、明治大学法学部卒業後、1969年に朝日放送アナウンサーとして入社。同期に乾龍介、嶋田崇彦、戸倉信吉がいる。1985年から夕方のローカルニュース番組『たいむ6』のキャスターを務めた他、『おはようコールABC』の司会、『おはよう朝日です』のニュースキャスターを長く務めた。その他にもテレビ朝日『ステーションEYE』の週末全国版のキャスターも務めた。また、朝日放送が制作に関係した鉄道ビデオでは、ナレーションを担当している。
その他には報道情報局専任局長も歴任し、2005年12月30日、ABCラジオのニュース（ABC朝日ニュース）をもってアナウンサーを勇退した。その後定年を迎え、報道局コメンテーターとして嘱託で在籍していたが2008年4月で嘱託期間満了に伴い退職した。
退職後はセイプロダクションと業務提携。フリーアナウンサーとして活動するかたわら、アナウンスアカデミーの講師として、後進の指導にも当たっている。

## 出演した番組

### ABCアナウンサー時代
テレビ
| 期間       | 期間       | 番組名                        | 役職                                                       |
| ---------- | ---------- | ----------------------------- | ---------------------------------------------------------- |
| 1985年10月 | 1987年10月 | たいむ6                       | メインキャスター                                           |
| 1993年4月  | 1995年3月  | ステーションEYE（テレビ朝日） | 週末全国版メインキャスター ※この期間は、同局東京支社へ出向 |
| 1995年10月 | 1996年9月  | おはようコールABC             | メインキャスター                                           |
| 時期不明   | 時期不明   | おはよう朝日です              | ニュース担当キャスター                                     |

ラジオ
- ABCヤングリクエスト
- 花のナツメロ大行進
- 朝日新聞ニュース→ABC朝日ニュース - ニュースデスク
- 土曜・歌のサンルーム（デビュー直前の尾崎亜美と共演）

他

### ABC退職後
- ぴったんこカン・カンスペシャル (TBSテレビ) - 宮根誠司と行く大阪旅（宮根誠司の元上司として出演）
- 8時です!生放送!!（J:COMMUNITY関西）- ABC退職後のレギュラー番組。月曜・火曜担当
- 甦れ!東北の鉄路 (年1回 2012年3月 - 、BSフジ) - ナレーション
- 煌めく!あの日あの歌 (毎週水曜日19時、毎週日曜日7時 - 、さくらFM) - パーソナリティ